# 아야쿠초주

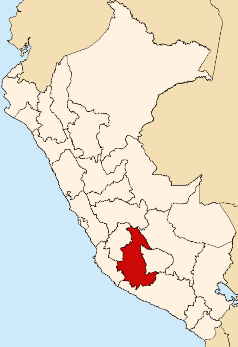
아야쿠초 주의 위치

아야쿠초주(스페인어: Departamento de Ayacucho)는 페루 중남부에 위치한 주로 주도는 아야쿠초이며 면적은 43,814.8km2, 인구는 619,522명(2005년 기준)이다.
북쪽으로는 후닌 주, 북서쪽으로는 우앙카벨리카 주, 서쪽으로는 이카 주, 남쪽으로는 아레키파 주, 동쪽으로는 아푸리막 주, 북동쪽으로는 쿠스코 주와 접한다. 11개 군과 111개 구를 관할한다.